# Saint Saviour (Guernsey)
Saint Saviour is een parish van het Britse kroondomein Guernsey.
Saint Saviour telt 2696 inwoners. De oppervlakte bedraagt 6,2 km², de bevolkingsdichtheid is 434,8 inwoners per km².
Castel · Forest · Saint Andrew · Saint Martin · Saint Peter Port · Saint Pierre du Bois · Saint Sampson · Saint Saviour · Torteval · Vale

Afhankelijkheden: Alderney · Sark